# Karekal, Raichur
Karekal là một làng thuộc tehsil Raichur, huyện Raichur, bang Karnataka, Ấn Độ.